# Гангеблов Олександр Семенович
Гангеблов Олександр Семенович (17 червня 1801, Богодарівка, Верхньодніпровський повіт, Катеринославська губернія, нині Дніпропетровська область — 1891, Богодарівка, Верхньодніпровський повіт, Катеринославська губернія) — декабрист, мемуарист, поручик лейбгвардії Ізмайлівського полку.
Народився у родині російського військового, генерал-майора Гангеблова Семена Єгоровича (з роду грузинських дворян Гангеблідзе) та княжни Катерина Спирідонівни Манвелової (з давнього сербського княжого роду Манвелових та шляхетського роду Чорба).

## Біографія
Виховався в Одеському інституті під опікою герцога Рішельє з 10 до 12 років та в Пажеському корпусі.
З 2 липня 1813 — паж.
З 4 лютого 1820 — камерпаж.
З 26 березня 1821 — прапорщик лейбгвардії Ізмайлівського полку.
З 21 квітня 1822 — підпоручик.
З 18 червня 1825 — поручик.
З 1825 — член Петербурзького осередку Південного товариства, брав участь в діяльності Північного товариства.
23 грудня 1825 — арештовано в Петергофі. Утримувався в Кронштадті та Петропавлівській фортеці.
27 липня 1826 — переведено до Владикавказького гарнізонного полку.
13 жовтня 1826 — звільнено з ув'язнення за найвищим повелінням та відправленням на Кавказ.
Учасник Російсько-перської війни 1826—1828 та Російсько-турецької війни 1828—1829, учасник штурму Ерівані.
6 червня 1832 — звільнено зі служби поручиком з умовою постійного проживання в Богодарівці без права в'їзду в столиці.
Наприкінці 1837 року верхньодніпровський повітовий ватажок дворянства клопотався про помилування Гангеблова. Клопотання задовільнили, але без права вступати на виборну службу.
У жовтні 1850 Гангеблов поновив клопотання про участь у дворянських виборах і отримав дозвіл у листопаді 1850.
У 1860-1880-х проживав у місті Верхньодніпровську, Катеринославської губернії.
На початку 1860-х — мировий посередник.
Поховано в Богодарівці, могила не збереглася.
Мав дочку.
Залишив після себе книгу спогадів про батька, родину та сучасників, свою участь у декабристському русі.